# Hermanni
Hermanni (suédois : Hermanstad) est un quartier du district de Vallila à Helsinki, la capitale de la Finlande. 

## Description

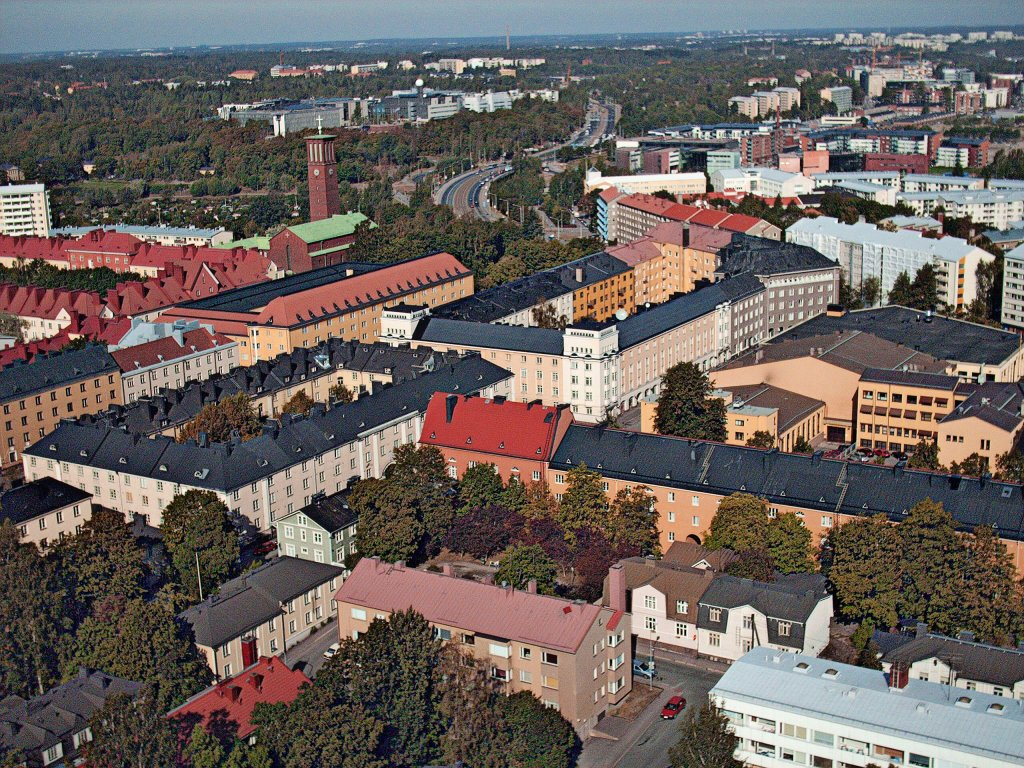
Hermanni à droite, Vallila au premier plan, Kumpula au fond et Arabia (Toukola) au fond à droite.

Hermanni est le 21e arrondissement d'Helsinki au nord-est du centre-ville, à l'est de Hämeentie et sur les rives de Vanhankaupunginlahti. 
Hermanni abrite 3580 habitants sur une superficie de 1,06 km2. À la fin 2005, le quartier offre 3631 emplois.

## Transports
Tous les bus et tramways empruntant Hämeentie assurent des liaisons de transports en commun vers le quartier. 
Les lignes de bus 55 et 56 circulent le long de la rue côtière d'Hermanni. 
La station de métro Kalasatama dessert la partie la plus méridionale d'Hermanni. 
La nouvelle ligne de tram 13 (Nihti-Pasila) circulera à Hermanni en 2024.

## Galerie

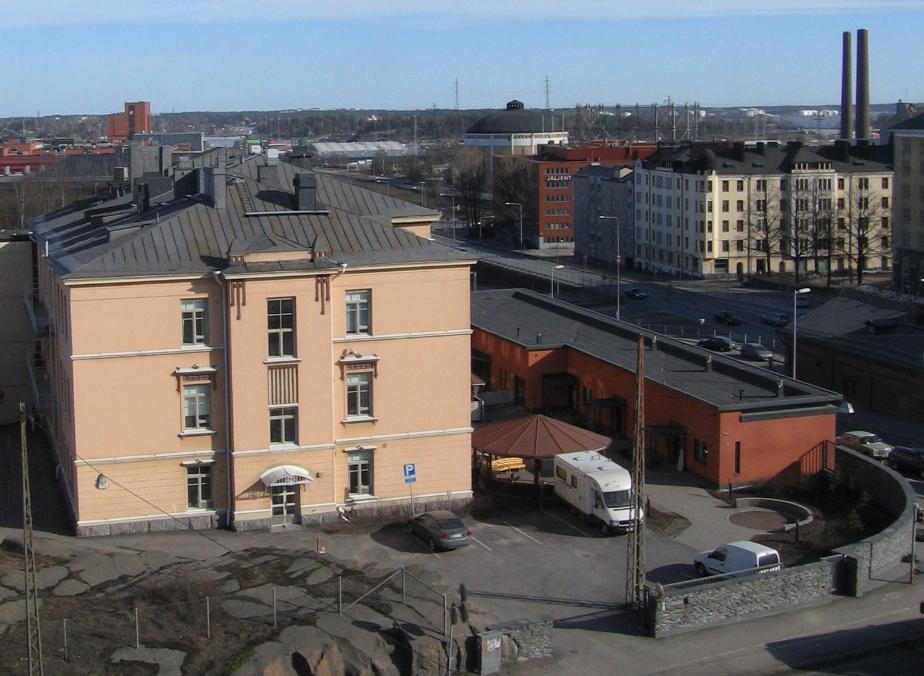
La résidence Helena pour personnes âgées.
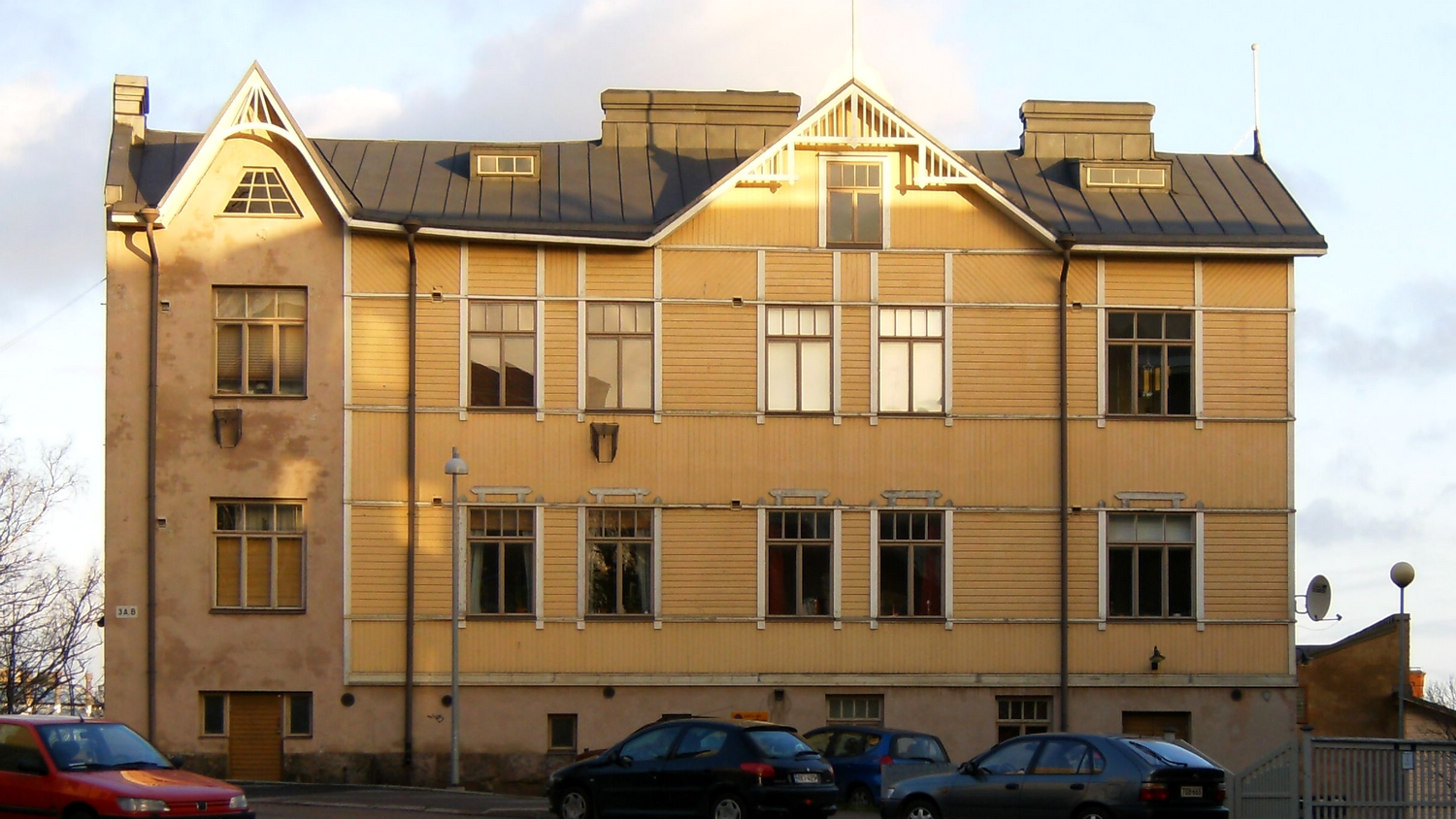
3, rue Vellamonkatu, novembre 2008.
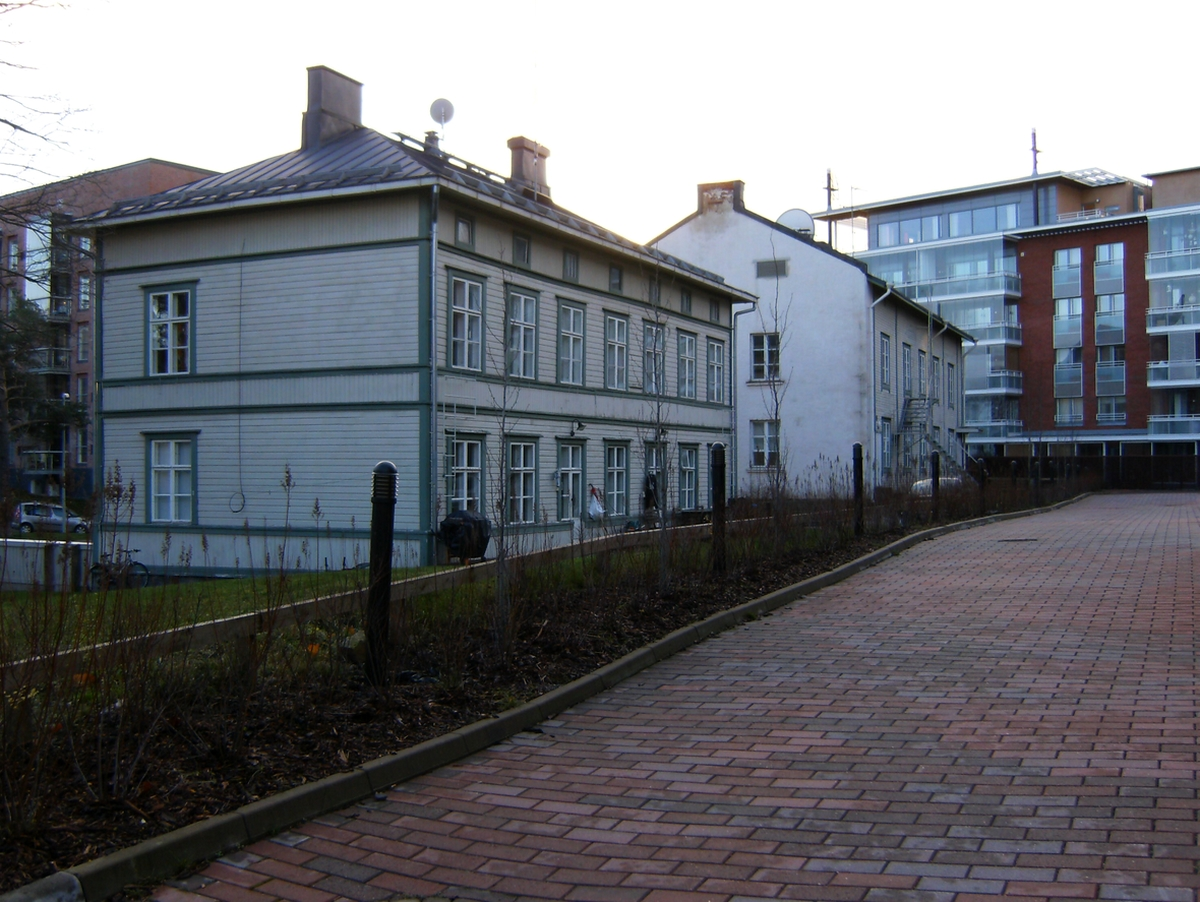
Immeubles résidentiels à Hermanni.
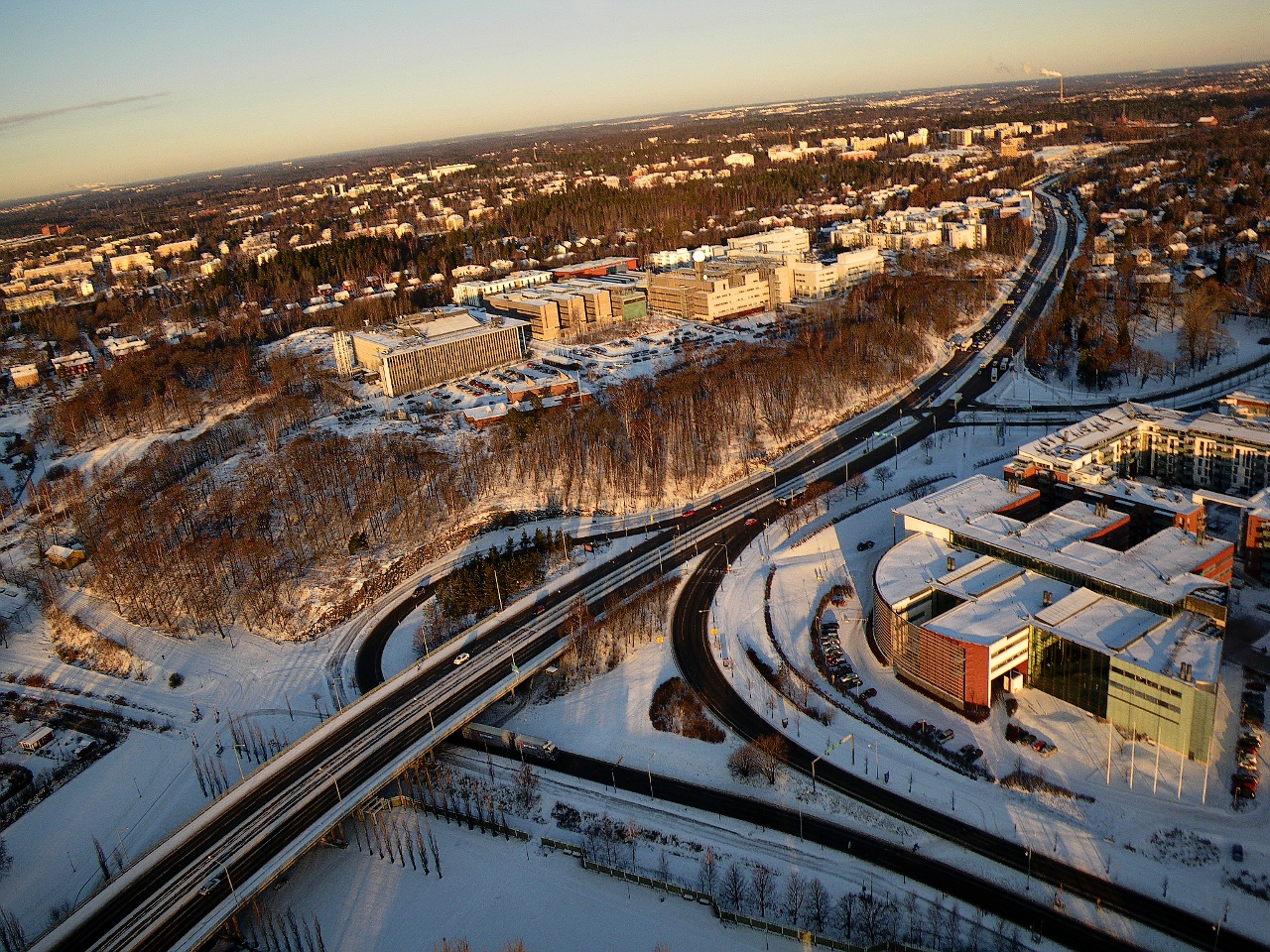
Intersection de la route Hämeentie et de la Hermannin rantatie.
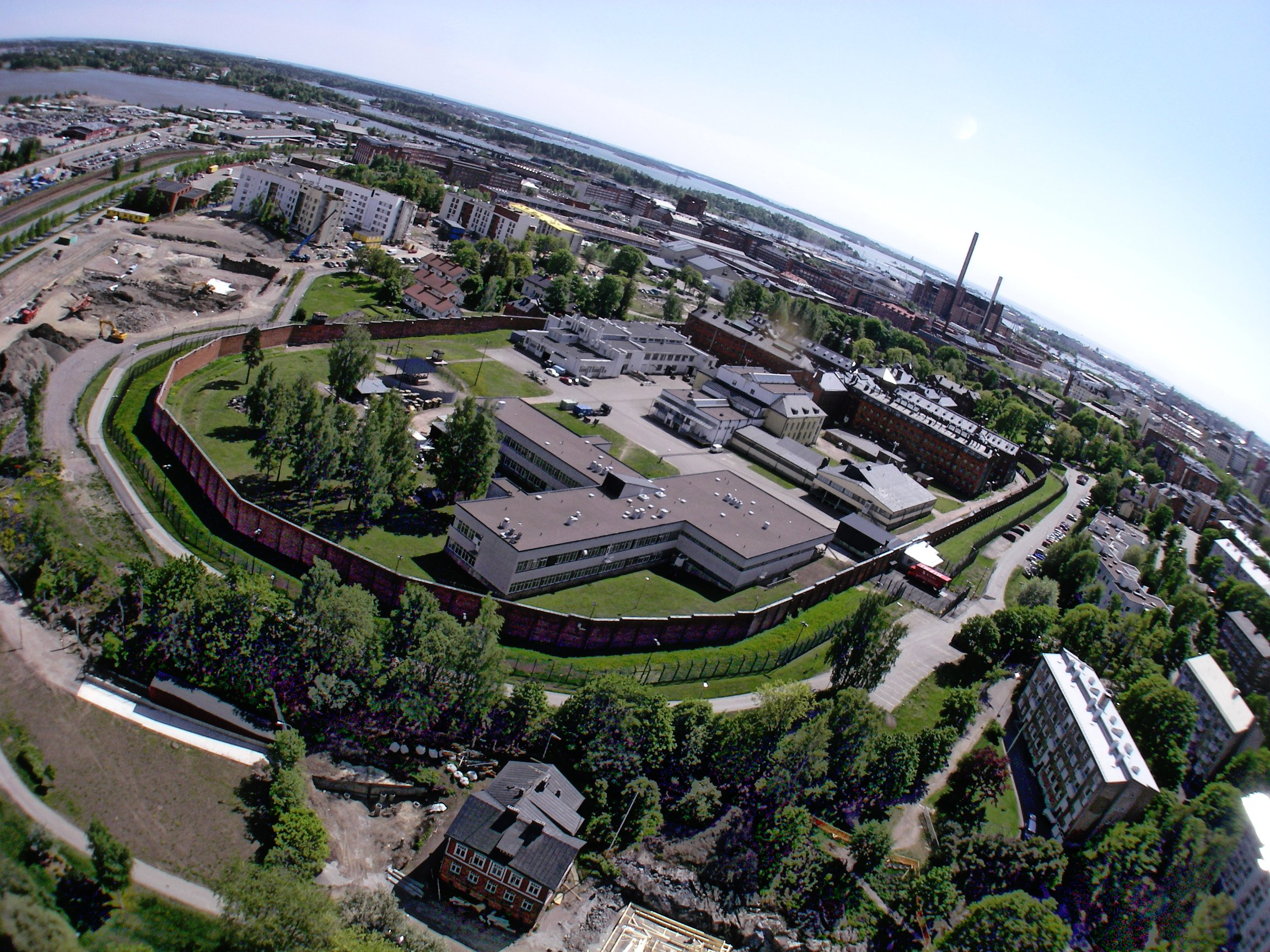
Prison d'Helsinki.
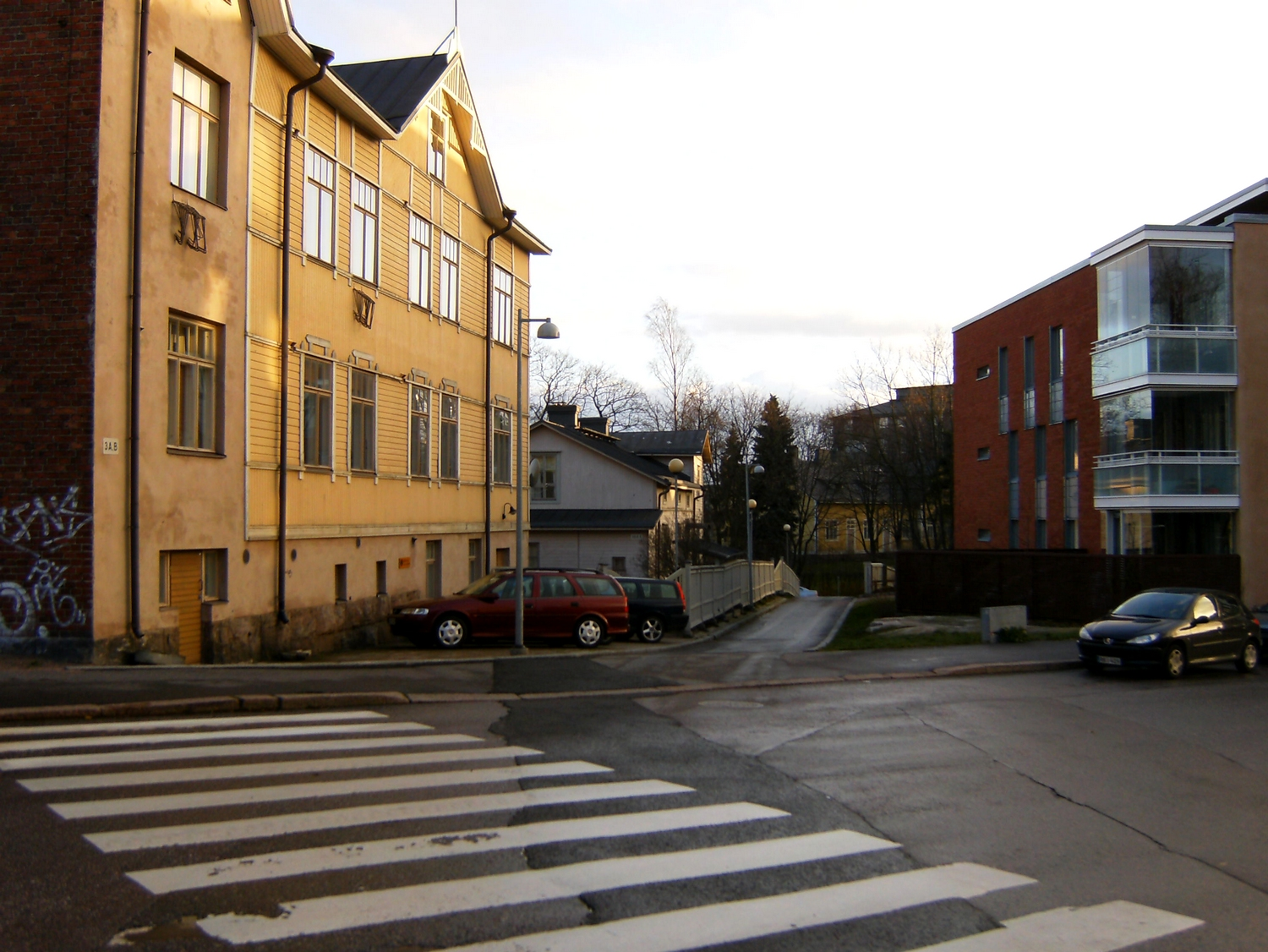
Partie méridionale de la rue Vellamonkatu.
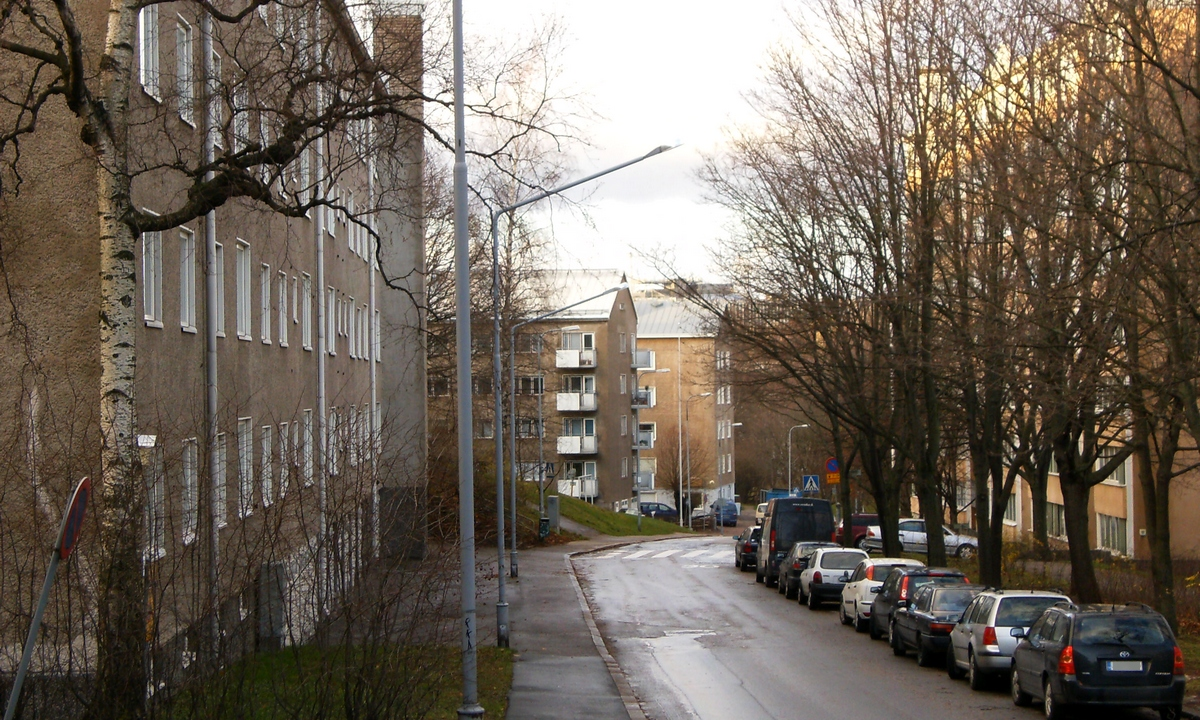
Rue Vellamonkatu.